# 芦名星
芦名 星（あしな せい、1983年〈昭和58年〉11月22日 - 2020年〈令和2年〉9月14日）は、日本の女優、元女性ファッションモデル。本名、五十嵐 彩（いがらし あや）。愛称は星ちゃん。
福島県郡山市出身。最終所属はホリプロ。日出女子学園高校卒業。スリーサイズはB83/W58/H80cm。靴のサイズは23.5cm。

## 来歴
モデル志望だったため、高校進学と同時に上京。在学中に所属事務所本社前でスカウトされた。
2002年、モデルとしてデビューし、ファッション雑誌『CanCam』（小学館）・『PINKY』（集英社）などに出演した。同年6月、ドラマ『しあわせのシッポ』（TBS）で女優デビュー、出演シーンは最終話の数秒のみ。
2003年、『Stand Up!!』（TBS）で連続ドラマ初レギュラー出演。2005年、特撮ドラマ『仮面ライダー響鬼』（テレビ朝日）で悪役キャラ・姫を演じた、『恋するハニカミ!』（TBS）でバラエティ番組初レギュラー出演。
2006年、オーディションで800人の中から選ばれ、日本・カナダ・イタリアが総製作費30億円を投じる合作映画『シルク』の日本人ヒロインに抜擢される。以降、女優活動に専念。
2007年、『たとえ世界が終わっても』で映画初主演。同年9月には映画『シルク』が海外で公開され、第32回トロント国際映画祭に登場し、世界デビューを果たす。同年秋、ドラマ『スワンの馬鹿! 〜こづかい3万円の恋〜』（関西テレビ・フジテレビ系）でヒロインを演じた。
2008年、『ジュテーム〜わたしはけもの』（BSフジ）で連続ドラマ初主演。2009年、ドラマ『猿ロック』（読売テレビ・日本テレビ系）でヒロインを演じた。
2010年、デビュー8年目で初の写真集『月刊 芦名星 上海ドール』（新潮社）を発売。同年10月には主演映画『七瀬ふたたび』が公開され、原作者の筒井康隆は「今までの七瀬の中で、もっとも七瀬らしい七瀬である。」と太鼓判を押す。同年11月、バラエティ番組『コレってアリですか?』（日本テレビ）にレギュラー出演。
2012年、アメリカドラマ『リベンジ』にて声優初挑戦。
2013年、『八重の桜』でNHK大河ドラマ初出演。
2014年、東日本大震災追悼復興祈念式で追悼詩を朗読。
2019年、『W県警の悲劇』（BSテレ東）で、ゴールデン帯連続ドラマに初主演。
2020年9月14日、東京都新宿区の自宅マンションで死亡しているのを親族が発見した。36歳没。捜査関係者によると、現場の状況から自殺を図ったと見られる。
同年10月14日、season15よりレギュラーとして出演していた「相棒 season19」の第1話が放送、終盤では過去の出演シーンを抜粋した映像とともに追悼テロップも表示された。

## 人物
- 趣味は、筋トレと音楽鑑賞、英会話、アウトドア。特技は、書道や料理、クラリネット演奏など。
- 過去太っていたため、噛まないダイエットと筋トレで25キロ落とした[19]。
- ジャッキー・チェンの大ファン。お気に入りの作品は初期の『少林寺木人拳』。
- 東日本大震災によって実家・兄の家が全壊[20]、被災者支援のために開設した「あの鐘を鳴らすのはあなた基金」の募金活動にも参加した[21][22]。

## 出演

### テレビドラマ

#### レギュラー出演
- Stand Up!!（2003年7月 - 9月、TBS） - 上原美緒 役
- 仮面ライダー響鬼（2005年1月 - 2006年1月、テレビ朝日） - 姫 / 童子の声 役
- スワンの馬鹿! 〜こづかい3万円の恋〜（2007年10月 - 12月、関西テレビ） - 香月絢菜 役（ヒロイン）
- ジュテーム〜わたしはけもの（2008年4月 - 5月、BSフジ） - 主演・村上由佳 役
- ブラッディ・マンデイ（2008年10月 - 12月、TBS） - 南海かおる 役
  - ブラッディ・マンデイ シーズン2（2010年1月 - 3月）
- ギラギラ（2008年10月 - 12月、朝日放送 / テレビ朝日） - 美波優奈 役
- 猿ロック（2009年7月 - 10月、読売テレビ） - リツコ 役（ヒロイン）
- アンタッチャブル〜事件記者・鳴海遼子〜（2009年10月 - 12月、朝日放送 / テレビ朝日） - 巻瀬美鈴 役
- バラ色の聖戦 30歳2児の母、モデルになる。（2011年9月 - 10月、テレビ朝日） - 中西紗良 役
- 専業主婦探偵〜私はシャドウ（2011年10月 - 12月、TBS） - 戸倉もと子 役
- 開拓者たち（2012年1月、NHK BSプレミアム） - 今野梅子 役
- クレオパトラな女たち（2012年4月 - 6月、日本テレビ） - 星田美羽 役
- 償い（2012年11月 - 12月、NHK BSプレミアム） - 日高広恵 / 堀田夕子 役（ヒロイン）
- 信長のシェフ（2013年1月 - 3月、テレビ朝日） - 楓 役
  - 信長のシェフ パート2（2014年7月 - 9月）
- 八重の桜 第6話 - 第27話（2013年2月 - 7月、NHK） - 神保雪 役
- ST 警視庁科学特捜班（2013年4月10日、日本テレビ） - 結城翠 役
  - ST 赤と白の捜査ファイル（2014年7月 - 9月）
- 土曜ワイド劇場特別企画 スペシャリスト（2013年5月18日、テレビ朝日） - 松原唯子 役
  - 土曜ワイド劇場特別企画 スペシャリスト2（2014年3月8日）
  - 土曜ワイド劇場特別企画 スペシャリスト3（2015年2月28日）
  - 土曜ワイド劇場特別企画 スペシャリスト4（2015年12月12日）
  - スペシャリスト（2016年1月 - 3月）
- 救命病棟24時 第5シリーズ（2013年7月 - 9月、フジテレビ） - 奈良さやか 役
- クロコーチ 第4話 - 最終話（2013年11月 - 12月、TBS） - 斑目八重子 役
- 天皇の料理番 第2話 - 第7話（2015年5月 - 6月、TBS） - 茅野 役
- 恋愛時代 第6話 - 最終話（2015年5月 - 6月、読売テレビ） - 織田多実子 役[23]
- 連続ドラマW（WOWOW）
  - ふたがしら 第2話、最終話（2015年6月20日・7月11日） - お銀 役
  - ふたがしら2（2016年9月 - 10月）
  - イノセント・デイズ（2018年3月 - 4月） - 井上美香 役
  - 黒書院の六兵衛（2018年7月 - 8月） - 加倉井しずゑ 役（ヒロイン）
  - 神の手（2019年6月 - 7月） - 柴木香織 役
- コピーフェイス〜消された私〜（2016年11月 - 12月、NHK大阪） - 三島奈那子 役
- 増山超能力師事務所 第8話 - 最終話（2017年2月 - 3月、読売テレビ） - 増山文乃 役
- 相棒（テレビ朝日） - 風間楓子 役
  - season15 最終話（2017年3月22日）
  - season16 第1話、第13話、第14話、最終話（2017年10月18日・2018年1月24日・31日・3月14日）
  - season17 第1話、第2話、第10話、最終話（2018年10月17日・24日・2019年1月1日・3月20日）
  - season18 第1話、第2話、第4話、最終話（2019年10月9日・16日・30日・2020年3月18日）
  - season19 第1話、第2話（2020年10月14日・21日）[24]
- セシルのもくろみ 第5話 - 第8話（2017年8月、フジテレビ） - 手島レイナ 役[25]
- デイジー・ラック（2018年4月 - 6月、NHK） - 松下リエコ 役
- KBOYS（2018年10月 - 12月、朝日放送テレビ） - 真由美 役
- ゆうべはお楽しみでしたね（2019年1月 - 2月、毎日放送） - 栗山 役
- 新しい王様 Season1（2019年1月、TBS） - ノーリ 役
- W県警の悲劇（2019年7月 - 9月、BSテレ東） - 主演・松永菜穂子 役[12]
- 大江戸スチームパンク（2020年1月 - 3月、テレビ大阪） - 沙羅 役（ヒロイン）[26]
- テセウスの船 第1話 - 第6話（2020年1月 - 2月、TBS） - 佐々木紀子 役

#### 単発・ゲスト出演
- LOVEコレクション 第2話、最終話（2002年3月6日・9日、テレビ朝日）
- しあわせのシッポ 最終話（2002年6月27日、TBS）
- 壁ぎわ税務官 確定申告編（2003年3月21日、フジテレビ） - 遥 役
- キャバクラかよっ!!（2003年10月2日、フジテレビ）
- 初体験天使-Virgin Angel-「メリークリスマスが言えなくて」（2003年12月9日、名古屋テレビ） - 主演・まりな 役
- ドールハウス〜特命女性捜査班〜 第2話（2004年1月22日、TBS） - メイ 役
- ダムド・ファイル 第24話（2004年1月23日、名古屋テレビ） - 関川麻亜子 役
- ラストクリスマス 第4話（2004年11月1日、フジテレビ） - 理絵 役
- おばはん刑事!流石姫子ファイナル（2006年8月26日、テレビ朝日） - 高井優 役
- ブロッコリー（2007年1月20日、フジテレビ） - 近藤真弓 役
- 翼の折れた天使たち 第4夜「商品」 （2007年3月1日、フジテレビ）
- 日曜洋画劇場特別企画 敵は本能寺にあり（2007年12月16日、テレビ朝日） - 茜 役
- リアル・クローズ〜田舎娘vs悪魔部長!洋服売場のシンデレラ〜（2008年9月16日、関西テレビ） - 森奈津子 役
- 警部補 矢部謙三 第3話（2010年4月23日、テレビ朝日） - 南田レイナ 役
- 警視庁継続捜査班 第3話（2010年8月5日、テレビ朝日） - 越坂奈月 役
- 妖しき文豪怪談 第1回「片腕」（2010年8月23日、NHK BShi） - 娘 役（ヒロイン）
- 古代少女隊ドグーンV 第1話（2010年10月7日、毎日放送） - ゴーコン 役
- 遺恨あり 明治十三年 最後の仇討（2011年2月26日、テレビ朝日） - 山岡松子 役
- バーテンダー 第5話（2011年3月4日、テレビ朝日） - 諏訪マリ 役
- 屋上のあるアパート[注 1]（2011年3月21日） - 片岡由香 役
- 東野圭吾3週連続スペシャル ブルータスの心臓（2011年6月17日、フジテレビ） - 仁科星子 役
- ABC創立60周年記念スペシャルドラマ 境遇（2011年12月3日、朝日放送） - 下田弥生 役（友情出演）
- 向田邦子ドラマスペシャル 蛇蝎のごとく（2012年3月14日、テレビ東京） - 宮本睦子 役
- 走馬灯株式会社 最終話（2012年9月18日、TBS） - 黒瀬由香 役
- てふてふ荘へようこそ 第3話（2012年11月10日、NHK BSプレミアム） - 石黒早智子 役
- 松本清張没後20年スペシャル 寒流（2013年1月14日、TBS） - 前川奈美 役（ヒロイン）
- 特集ドラマ かつお（2013年12月18日、NHK仙台） - 竹原栞里 役（ヒロイン）
- BSフジ開局15周年スペシャルドラマ 鈴木光司・リアルホラー「夜光虫」（2015年3月15日、BSフジ） - 主演・倉田貴子 役
- 私たちがプロポーズされないのには、101の理由があってだな シーズン2 第4話、第11話（2015年9月23日・11月11日、LaLa TV） - 久美 役 / 主演・道子 役
- デート〜恋とはどんなものかしら〜2015夏 秘湯（2015年9月28日、フジテレビ） - 橋本彦乃 役[27]
- 営業部長 吉良奈津子 第5話、第6話（2016年8月18日・25日、フジテレビ） - 太刀川冴子 役
- ON 異常犯罪捜査官・藤堂比奈子 第8話、最終話（2016年8月30日・9月6日、関西テレビ） - 真壁永久 役
- THE LAST COP/ラストコップ 第5話、第6話（2016年11月5日・12日、日本テレビ） - 山崎香澄 役[28]
- 銭形警部 漆黒の犯罪ファイル 第1話、第2話（2017年2月19日・26日、WOWOW） - 大森未季 役
- ツバキ文具店〜鎌倉代書屋物語〜 第5話（2017年5月12日、NHK） - 笹原花蓮 役
- 金曜ロードSHOW!特別ドラマ企画 帰ってきた家売るオンナ（2017年5月26日、日本テレビ） - 淀川水樹 役
- 奥様は、取り扱い注意 第6話（2017年11月8日、日本テレビ） - 藤村靖子 役
- コウノドリ 第2シリーズ 第8話（2017年12月1日、TBS） - 風間真帆 役
- 池波正太郎時代劇スペシャル 雨の首ふり坂（2018年1月8日、J:COM / 時代劇専門チャンネル） - おふみ 役（ヒロイン）
- 特命刑事 カクホの女 第5話（2018年2月16日、テレビ東京） - 飯沼まどか 役
- 警視庁・捜査一課長スペシャル（2018年7月15日、テレビ朝日） - 榊田麻帆 役[29]
- 京都タクシードライバーの事件簿（2019年2月4日、TBS） - 茶川玲子 役
- 4K大型時代劇スペシャル 紀州藩主・徳川吉宗（2019年2月8日、BS朝日） - おきく 役
- グッドワイフ 第5話（2019年2月10日、TBS） - 栗山美咲 役
- 報道スクープ映像 昭和・平成の衝撃事件!大追跡SP「疑惑の真相 ロス銃撃事件!刑事たちの戦い」（2019年3月31日、フジテレビ） - 木下明日香 役
- アガサ・クリスティ 予告殺人（2019年4月14日、テレビ朝日） - 月見兎左子 役
- チート〜詐欺師の皆さん、ご注意ください〜 第4話（2019年10月24日、読売テレビ） - 東堂真理亜 役
- 新米姉妹のふたりごはん 第6話、最終話（2019年11月15日・12月27日、テレビ東京） - 月城みのり 役
- 堂場瞬一サスペンス ラストライン 刑事 岩倉剛（2020年6月29日、テレビ東京） - 赤沢実里 役[30]

#### 吹き替え
- リベンジ（Dlife） - 主演・エミリー・ソーン / アマンダ・クラーク 役（演：エミリー・ヴァンキャンプ）[31]
  - シーズン1（2012年3月 - 8月）
  - シーズン2（2013年3月 - 8月）
  - シーズン3（2014年3月 - 8月）
  - シーズン4（2015年4月 - 9月）

### ウェブドラマ
- 恋骨-koibone-（2004年8月 - 9月、NETCINEMA.TV） - 小夜子 役
- パーティーは終わった Episode1「染められたい」（2011年2月、BeeTV）
- さまぁ〜ずハウス #1「印鑑」（2018年3月、Amazonプライム・ビデオ） - 真美 役[32]
- KBOYS チェインストーリー（2018年10月 - 12月、GYAO!） - 真由美 役
- 新しい王様 Season2（2019年1月 - 3月、Paravi） - ノーリ 役
- 1ページの恋 第5話、最終話（2019年3月、AbemaTV） - 柳沼里佳子 役
- 裏江戸スチームパンク（2020年1月 - 3月、TSUTAYAプレミアム） - 主演・沙羅 役
- あの子が生まれる…（2020年7月 - 9月、FOD） - 河本美恵 役[33]

### 映画
- ジャンプ（2004年5月8日、シネカノン）
- 恋骨-koibone- 劇場版（2005年3月19日、BLUE PLANET） - 小夜子 役
- 劇場版 仮面ライダー響鬼と7人の戦鬼（2005年9月3日、東映） - 姫 / 童子の声 役
- せかいのおわり（2005年9月10日、ビターズエンド） - 里美 役
- 蟬しぐれ（2005年10月1日、東宝）
- たとえ世界が終わっても（2007年8月25日、アルゴ・ピクチャーズ） - 主演・宮野真奈美 役
- Mayu-ココロの星-（2007年9月29日、ティ・ジョイ） - ミスズ 役
- シルク（2008年1月19日、アスミック・エース） - 少女 役（日本人ヒロイン）
- ジュテーム〜わたしはけもの（2008年11月22日、角川映画 / アンプラグド） - 主演・村上由佳 役
- 鴨川ホルモー（2009年4月18日、松竹） - 早良京子 役
- カムイ外伝（2009年9月19日、松竹） - ミクモ 役
- 悪夢のエレベーター（2009年10月10日、日活） - 須藤陽子 役
- かずら（2010年1月30日、クロックワークス） - 牧田涼子 役（ヒロイン）
- 猿ロック THE MOVIE（2010年2月27日、S・D・P / ショウゲート） - リツコ 役
- ねこタクシー（2010年6月12日、AMGエンタテインメント） - 丹羽仁美 役
- KING GAME（2010年8月28日、ファントム・フィルム） - チェーホフ 役（ヒロイン）
- 七瀬ふたたび（2010年10月2日、IMJエンタテインメント / マジックアワー） - 主演・火田七瀬 役
- ハードロマンチッカー（2011年11月26日、東映） - ナツコ 役
- 源氏物語 千年の謎（2011年12月10日、東宝） - 夕顔 役
- ラブポリス〜ニート達の挽歌〜（2012年2月25日、ジョリー・ロジャー） - ユカリ 役（ヒロイン）
- サムライダッシュ（2013年4月13日、マーブルフィルム） - 白川美穂 役（ヒロイン）
- 映画 ST 赤と白の捜査ファイル（2015年1月10日、東宝） - 結城翠 役
- 不能犯（2018年2月1日、ショウゲート） - 夢原理沙 役
- 検察側の罪人（2018年8月24日、東宝） - 運び屋の女 役
- パーフェクトワールド 君といる奇跡（2018年10月5日、松竹 / LDH PICTURES） - 長沢葵 役
- good people（2019年12月7日、NexTone / ティ・ジョイ）
- AI崩壊（2020年1月31日、ワーナー・ブラザース映画） - 林原舞花 役

### 短編映画
- TIP THE OTHER SIDE OF U（2009年3月6日、ヨウジヤマモト） - 主演[34]
- 七瀬ふたたび プロローグ（2010年10月2日、IMJエンタテインメント / マジックアワー） - 主演・火田七瀬 役
- あのときのFlavor…（2014年6月9日、SSFF & ASIA 2014 / ネスレアミューズ） - 主演・鈴木美咲 役
- ウタモノガタリ-CINEMA FIGHTERS project-「Our Birthday」（2018年6月22日、LDH PICTURES） - 北田香織 役

### 舞台
- さまぁ〜ずライブ4（2003年11月、アートスフィア） - 若い頃の強固 役（VTR出演）
- プーシリーズ Episode1『アマツカゼ-天つ風-』（2008年3月 - 4月、青山劇場 / NHK大阪ホール） - 凛 役（ヒロイン）
- リーディングドラマ『もしもキミが。』（2009年4月、TOKYO FMホール） - 冬本麻樹 役（ヒロイン）
- 鴨川ホルモー（2009年5月 - 6月、吉祥寺シアター 他） - 早良京子 役（ヒロイン）
- 朗読劇 私の頭の中の消しゴム（2010年9月、天王洲 銀河劇場） - 薫 役（ヒロイン）
- LOVE LETTERS 20th Anniversary Valentine Special（2011年2月、PARCO劇場） - メリッサ 役（ヒロイン）
- 芝浦ブラウザー（2011年4月、東京グローブ座 / 梅田芸術劇場シアター・ドラマシティ） - 管理人さん 役（ヒロイン）
- 笑う巨塔（2012年10月 - 12月、サンシャイン劇場 / 道新ホール / 梅田芸術劇場シアター・ドラマシティ / キャナルシティ劇場 / 名鉄ホール 他） - 花田ふみ 役（ヒロイン）

### テレビ番組
- 恋するハニカミ!（2005年1月 - 12月、TBS） - レギュラー
- 日曜ビッグバラエティ「世界7大ミステリー 人体の奇跡スペシャル」（2010年4月4日、テレビ東京） - ナビゲーター
  - 世界7大ミステリー 人体の奇跡スペシャル2（2010年10月1日）
  - 世界7大ミステリー 人体の奇跡スペシャル3（2011年4月17日）
- コレってアリですか?（2010年11月 - 2011年9月、日本テレビ） - レギュラー
- 徹底解剖!ブレイドスペシャル!（2011年6月24日、アニマックス） - ナビゲーター
- 絶対に笑ってはいけない青春ハイスクール24時!（2019年12月31日、日本テレビ）

### ドキュメンタリー番組
- 東京国際映画祭 2007（2007年11月6日、WOWOW） - ナビゲーター
- 福島放送開局30周年記念特別番組 天空の旅人が見た ふくしまの大地（2011年12月6日、福島放送） - ナレーション
- テレメンタリー2013「"3.11"を忘れない 福島を耕す」（2013年3月11日、福島放送） - ナレーション
- イッピン（2013年9月17日「会津塗」・2015年7月28日「会津本郷焼」、NHK） - リサーチャー（リポーター）
- テレメンタリー2014「"3.11"を忘れない 迷走する中間貯蔵施設」（2014年1月27日、福島放送） - ナレーション
- 福島放送報道特別番組 避難指示がなくなったふるさと-田村市都路町の道筋-（2014年10月4日、福島放送） - ナビゲーター
- 福島放送開局35周年記念特別番組 希望のレール〜被災地へ燃料を!鉄道マンの挑戦記〜（2016年9月25日、福島放送） - ナビゲーター
- NNNドキュメント'19「3・11大震災シリーズ（87） 復興ラグ 大震災8年 人は…町は…」（2019年3月11日、テレビ岩手 / 宮城テレビ / 福島中央テレビ） - ナレーション

### ラジオ番組
- ASAHI SUPER DRY MUSIC FLAG 芦名星×坂本龍一（2008年1月20日、TOKYO FM） - ナビゲーター

### ラジオドラマ
- LOVE = Platinum 恋愛パズル 第1話（2010年7月2日、TOKYO FM） - 主演・三浦真希 役
- FMシアター（NHK-FM）
  - SMILE!（2016年2月6日） - 江川由希子 役[35]
  - 尋ね人（2016年5月7日） - 主演・杉田李恵 役[36]

### ゲーム
- 仮面ライダー響鬼（2005年12月1日、バンダイ、PS2） - 姫 役

### ミュージックビデオ
- JUJU「奇跡を望むなら...(ノベルクリップver.)」（2007年12月12日） - 主演・福田朋美 役
- RAM WIRE「あいだじゅう」（2013年8月21日） - 主演・アイ 役

### CM・広告
- NTTドコモ関西 『504iS』（2003年） ※深田恭子と共演
- ユニクロ 『フリース』（2007年） ※香椎由宇と共演
- パルコ（2008年） - 「PARCO☆SWIM DRESS」水着キャンペーンガール
- 伊藤園 『エビアン』（2009年 - 2010年）
- P&G 『h&s』（2009年 - 2016年）
- ナイキ 『AURAONE』（2009年）
- 大正製薬 『アルフェ ネオ』（2011年 - 2013年）
- SBI証券 『農林中金＜パートナーズ＞おおぶね』（2020年）

### その他
- 東日本大震災追悼復興祈念式（2014年） - 追悼詩朗読
- 39th ホリプロタレントスカウトキャラバン Singer☆Actress Audition〜美唱女〜決選大会（2014年） - MC
- 郡山市シティプロモーションビデオ「TANO CITY! KORIYAMA」（2015年） - ナレーション

## 書籍等

### 写真集
- 月刊 芦名星 上海ドール(SHINCHO MOOK 136)（2010年9月14日、新潮社、撮影：蜷川実花）ISBN 978-4-10-790222-1

### 関連書籍
- 尾花けい子の極上のナチュラルメイク(ワニブックス美人開花シリーズ)（2008年4月26日、ワニブックス）ISBN 978-4-84-701773-5

### CD
- 日本昔ばなし〜フェアリー・ストーリーズ〜 第4巻（2005年10月19日、日本コロムビア） - 「いちばんほしいもの」朗読

### CDジャケット
- WINTER LOVE SONG（2007年12月19日、フォーライフミュージックエンタテイメント）